# Эрольцхайм
Эрольцхайм (нем. Erolzheim) — община в Германии, в земле Баден-Вюртемберг. 
Подчиняется административному округу Тюбинген. Входит в состав района Биберах.  Население составляет 3185 человек (на 31 декабря 2010 года). Занимает площадь 26,31 км².